# Milica Pejanović-Đurišić
Milica Pejanović-Đurišić, cyr. Милица Пејановић Ђуришић (ur. 27 kwietnia 1959 w Nikšiciu) – czarnogórska polityk i naukowiec, w latach 2012–2016 minister obrony Czarnogóry. Od 2018 roku stały reprezentant Czarnogóry w ONZ.

## Kariera polityczna
Pejanović Đurišić była aktywnym członkiem Związku Komunistów Jugosławii. W styczniu 1989 roku została członkiem komitetu, który obalił rząd po rewolucji antybiurokratycznej. W 1997 roku, kiedy w Demokratycznej Partii Socjalistycznej rozpoczął się rozłam, początkowo popierała Momira Bulatovicia, później jednak przeszła na stronę Milo Đukanovicia.
Po tych wydarzenia została dyrektorem Crnogorskiego Telekomu. Próbowała przeprowadzić prywatyzację operatora w 2001 roku, która jednak się nie udała. Opozycja oskarżała ją o korupcję w związku z próbą prywatyzacji, jednak nie była w stanie udowodnić tego w sądzie.
W 2012 roku została ministrem obrony w rządzie Dukanovicia, zastępując na stanowisku Boro Vučinicia. Podczas okresu kierowania przez nią ministerstem, Czarnogóra otrzymała zaproszenie do dołączenia do NATO.

## Kariera naukowa
Milica Pejanović-Đurišić ukończyła studia licencjackie z elektroniki i telekomunikacji na Uniwersytecie Czarnogóry w Podgoricy. Następnie w 1984 uzyskała tytuł magistra na Uniwersytecie w Belgradzie na kierunku telekomunikacja. W 1987 uzyskała stopień doktora na tej samej uczelni. Jej praca doktorska dotyczyła analizy wydajności cyfrowych mobilnych systemów radiowych.
Od 1998 jest profesorem na wydziale inżynierii elektrycznej Uniwersytetu Czarnogóry.